# Ruby Ridge
Ruby Ridge foi o local de um cerco de onze dias no Condado de Boundary perto de Naples, Idaho, Estados Unidos, em 1992, quando Randy Weaver, membros diretos de sua família e seu amigo Kevin Harris resistiram a agentes do Serviço de Delegados dos Estados Unidos (USMS) e a equipe de resgate de reféns do Federal Bureau of Investigation (FBI HRT).
Tudo começou em 21 de agosto de 1992, quando agentes do Serviço de Delegados americano foram tentar prender Randy Weaver com um mandado de prisão após ele não aparecer perante juízo devido a acusações federais de porte de arma de fogo. Durante a operação de vigilância para tentar capturar Weaver, o cachorro dele foi baleado por um dos policiais, Art Roderick, levando Sammy Weaver a atirar contra a equipe de oficiais da lei. Sammy foi então baleado e morto, causando uma troca de tiros na qual Kevin Harris atirou e matou o vice-delegado dos Estados Unidos William Francis Degan. Randy Weaver, Harris e membros da família imediata dos Weavers se recusaram a se render. No subsequente cerco à residência de Weaver, liderada pelo FBI, a esposa de Weaver, de 43 anos, Vicki foi morta por um atirador de elite do FBI. Todas as vítimas morreram nos primeiros dois dias da operação. O cerco e o impasse acabaram sendo resolvidos pelos negociadores civis, com a rendição e prisão de Kevin Harris em 30 de agosto, e a rendição de Randy Weaver e dos filhos sobreviventes de Weaver no dia seguinte.
Randy Weaver e Kevin Harris foram subsequentemente denunciados em uma variedade de acusações criminais federais, incluindo assassinato em primeiro grau pela morte do vice-delegado W.F. Degan. Harris foi absolvido de todas as acusações e Weaver foi posteriormente também absolvido de todas as acusações, exceto pela violação da condição de fiança original pelas acusações de posse de armas e por ter perdido sua data original da corte. Ele foi multado em US$ 10 mil dólares e condenado a 18 meses de prisão. Ele foi creditado com tempo de serviço e mais três meses. Ele foi então libertado.
Durante o julgamento criminal federal de Weaver e Harris, o advogado de Weaver Gerry Spence fez acusações de "delitos criminais" contra as agências envolvidas no incidente, em particular, o FBI, o USMS, o Bureau of Alcohol, Tobacco, Firearms and Explosives (ATF) e o Gabinete do Procurador dos Estados Unidos (USAO) para Idaho. Após a conclusão do julgamento, o Departamento de Responsabilidade Profissional do Departamento de Justiça formou a Força-Tarefa Ruby Ridge (RRTF) para investigar as acusações de Spence. Uma versão HTML editada do relatório RRTF foi divulgada publicamente pelo Lexis Counsel Connect, um serviço de informações para advogados, que levantou questões sobre a conduta e as políticas de todas as agências participantes. Uma versão em PDF do relatório foi posteriormente publicada pelo Departamento de Justiça.
Tanto a família Weaver quanto Harris abriram ações civis contra o governo sobre os eventos do tiroteio e cerco, os Weavers venceram um acordo extrajudicial em agosto de 1995 de US$ 3,1 milhões, e Harris foi compensado, após apelos persistentes, um acordo de US$ 380 mil em setembro de 2000.
Para responder a perguntas públicas sobre Ruby Ridge, o Subcomitê do Senado sobre Terrorismo, Tecnologia e Informação do Governo realizou audiências entre 6 de setembro e 19 de outubro de 1995 e posteriormente emitiu um relatório pedindo reformas em programas federais de aplicação da lei para evitar uma repetição das perdas de vida em Ruby Ridge, e para restaurar a confiança do público na aplicação da lei federal. Notou-se que o incidente de Ruby Ridge e o cerco de Waco em 1993 envolveram muitas das mesmas agências (por exemplo, o FBI HRT e o ATF) e alguns do mesmo pessoal (por exemplo, o comandante do FBI HRT).
O promotor do condado de Boundary, Idaho, indiciou o atirador de elite do FBI HRT, Lon Horiuchi, por homicídio culposo em 1997, antes que o prazo prescricional para essa acusação pudesse expirar; o caso Idaho x Horiuchi foi transferido para um tribunal federal que tem jurisdição sobre agentes federais. Aqui, ele foi submetido a uma demissão de cláusula de supremacia, uma reversão em bancário no recurso da demissão e, finalmente, a anulação das acusações após uma mudança no promotor local.
O impasse de Ruby Ridge acabou sendo considerado um evento marcante para elementos da extrema-direita dos Estados Unidos e deu força para movimentos anti-governo país.